# Вертеевка
Вертеевка — промежуточная железнодорожная станция 5-го класса Киевской дирекции Юго-Западной железной дороги на линии Чернигов—Нежин, расположенная в селе Вертиевка.

## История
Станция Веркиевка была открыта в 1925 году в составе ж/д линии Нежин—Чернигов. Современное название станции Вертеевка используется с 1945 года. Осуществлялись (П) приём и выдача багажа и продажа билетов на поезда местного и дальнего следования, (В) приём и выдача грузов повагонными отправками открытого хранения на местах общего пользования, (Г) приём и выдача грузов повагонными отправками складского хранения, (Е) приём и выдача грузов на подъездных путях.

## Общие сведения
Станция представлена одной боковой и одной островной платформами. Имеет 3 путей. Есть здание вокзала. 

## Пассажирское сообщение
Ежедневно станция принимает пригородные поезда сообщения Чернигов—Нежин; ранее приминала поезда сообщения Чернигов—Киев. 